# Campionatul județean 1990-1991
Sezonul 1990-1991 al Campionatului Județean de Fotbal a fost cea de-a 49-a ediție a Ligii a IV-a, al patrulea nivel al sistemului de ligi ale fotbalului românesc. Campionii fiecărei asociații județene joacă împotriva uneia dintr-un județ învecinat într-un play-off pentru a câștiga promovarea în Divizia C.

## Campionate județene
| - Alba (AB) - Arad (AR) - Argeș (AG) - Bacău (BC) - Bihor (BH) - Bistrița-Năsăud (BN) - Botoșani (BT) - Brașov (BV) - Brăila (BR) - București (B) | - Buzău (BZ) - Caraș-Severin (CS) - Cluj (CJ) - Constanța (CT) - Covasna (CV) - Dâmbovița (DB) - Dolj (DJ) - Galați (GL) - Gorj (GJ) - Harghita (HR) | - Hunedoara (HD) - Ialomița (IL) - Iași (IS) - Ilfov (IF) - Maramureș (MM) - Mehedinți (MH) - Mureș (MS) - Neamț (NT) - Olt (OT) - Prahova (PH) | - Satu Mare (SM) - Sălaj (SJ) - Sibiu (SB) - Suceava (SV) - Teleorman (TR) - Timiș (TM) - Tulcea (TL) - Vaslui (VS) - Vâlcea (VL) - Vrancea (VN) |

## Baraj promovare Divizia C
Echipele promovate în Divizia C fără meciuri de play-off, din județe subreprezentate în divizia a treia.
| - (MH) CSM Drobeta-Turnu Severin - (SV) Minerul Crucea - (TL) Granitul Babadag | - (GR) Petrolul Roata de Jos - (SB) Universitatea Hidrocon Sibiu - (OT) Constructorul Slatina |

Meciurile s-au jucat pe 30 iunie și 7 iulie 1991.
| CPL Arad (AR)                | 4–1            | (BH) Minerul Voivozi \|\|2–1\|\|2–0           |
| Steaua Electrica Fieni (DB)  | 5–3            | (TR) Petrolul Videle \|\|3–0\|\|2–3           |
| Forestierul Băbeni (VL)      | 2–7            | (DJ) Autobuzul IJTL Craiova \|\|2–2\|\|0–5    |
| Laminorul Roman (NT)         | 4–2            | (HR) Metalul Vlăhița \|\|3–0\|\|1–2           |
| Rulmentul Bârlad (VS)        | 1–6            | (GL) Șantierul Naval Galați \|\|1–2\|\|0–4    |
| Metalul Oțelu Roșu (CS)      | 0–4            | (TM) Auto FZB Timișoara \|\|0–0\|\|0–4        |
| Ardudeana Ardud (SM)         | 4–1            | (MM) Minerul Băiuț \|\|4–0\|\|0–1             |
| Rapid CFR Teiuș (AB)         | 3–4            | (HD) Parângul Lonea \|\|3–1\|\|0–3            |
| Metalul Sighișoara (MS)      | 1–4            | (CJ) Sticla Arieșul Turda \|\|1–0\|\|0–4      |
| Avîntul Catalina (CV)        | 4–6            | (PH) Unirea Urlați \|\|3–1\|\|1–5             |
| Carpați Nehoiu (BZ)          | 2–3            | (BV) Carpați Brașov \|\|1–0\|\|1–3            |
| Energia Vulturu (VN)         | 1–6            | (BC) CPL Bacău \|\|1–1\|\|0–5                 |
| CFR Constanța (CT)           | 1–0            | (BR) Laminorul Brăila \|\|1–0\|\|0–0          |
| Victoria Țăndărei (IL)       | 2–6            | (B) Calculatorul București \|\|2–3\|\|0–3     |
| Minerul Rodna (BN)           | 3–4            | (SJ) Rapid Jibou \|\|2–0\|\|1–4               |
| Rapid Pitești (AG)           | 2–2 6–7 d.l.d. | (GJ) Petrolul Târgu Cărbunești \|\|2–0\|\|0–2 |
| Tepro Iași (IS)              | 5–3            | (BT) Metalul Botoșani \|\|3–0\|\|2–3          |
| Sportul IACMRS Călărași (CL) | 4–1            | (IF) Șoimii IEM Otopeni \|\|2–0\|\|2–1        |

## Clasamentul campionatelor

### Arad
Play-off-ul campionatului județului Arad
Play-off-ul campionatului s-a disputat între cele două echipe cel mai bine clasate din cele două serii.
Semifinale
Meciurile s-au disputat pe 9 iunie 1991 pe Stadionul Strungul din Arad.
| Echipa 1         | Scor | Echipa 2       |
| ---------------- | ---- | -------------- |
| CPL Arad         | 2–0  | Blănarul Arad  |
| Olimpia ISD Arad | 3–1  | Șoimii Pâncota |

Finala
Meciul a avut loc pe 16 iunie 1991 pe Stadionul Strungul din Arad.
| Echipa 1 | Scor | Echipa 2         |
| -------- | ---- | ---------------- |
| CPL Arad | 2–0  | Olimpia ISD Arad |

CPL Arad a câștigat Campionatul Județean Arad și s-a calificat în Baraj promovare Divizia C.

### Caraș-Severin
| Loc | Echipa                       | MJ | V  | E | Î  | GM | GP | DG  | Pct | Calificare sau retrogradare             |
| --- | ---------------------------- | -- | -- | - | -- | -- | -- | --- | --- | --------------------------------------- |
| 1   | Metalul Oțelu Roșu (C, Q)    | 24 | 18 | 3 | 3  | 52 | 14 | +38 | 39  | Calificare în Baraj promovare Divizia C |
| 2   | Minerul Oravița              | 24 | 19 | 0 | 5  | 75 | 20 | +55 | 38  |                                         |
| 3   | Foresta Caransebeș           | 24 | 15 | 2 | 7  | 54 | 24 | +30 | 32  |                                         |
| 4   | Nera Bozovici                | 24 | 15 | 2 | 7  | 58 | 31 | +27 | 32  |                                         |
| 5   | Muncitorul Reșița            | 24 | 14 | 3 | 7  | 52 | 31 | +21 | 31  |                                         |
| 6   | ICM Reșița                   | 24 | 8  | 5 | 11 | 39 | 35 | +4  | 21  |                                         |
| 7   | Hercules ACH Băile Herculane | 24 | 8  | 4 | 12 | 27 | 45 | −18 | 20  |                                         |
| 8   | Autoforesta Bocșa            | 24 | 8  | 4 | 12 | 33 | 59 | −26 | 20  |                                         |
| 9   | Metalul Topleț               | 24 | 8  | 3 | 13 | 35 | 47 | −12 | 19  |                                         |
| 10  | Unirea Grădinari             | 24 | 7  | 5 | 12 | 35 | 62 | −27 | 19  |                                         |
| 11  | Foresta Zăvoi                | 24 | 6  | 6 | 12 | 23 | 43 | −20 | 18  |                                         |
| 12  | Energia Caransebeș           | 24 | 7  | 1 | 16 | 31 | 66 | −35 | 15  |                                         |
| 13  | Minerul Ocna de Fier         | 24 | 3  | 2 | 19 | 19 | 57 | −38 | 8   |                                         |
| 14  | Mecanizatorul Bocșa (D)      | 0  | 0  | 0 | 0  | 0  | 0  | 0   | 0   | Retras                                  |
| 15  | Minerul Berzasca (D)         | 0  | 0  | 0 | 0  | 0  | 0  | 0   | 0   | Retras                                  |
| 16  | Voința Ciudanovița (D)       | 0  | 0  | 0 | 0  | 0  | 0  | 0   | 0   | Retras                                  |

1. 1 2 3  Mecanizatorul Bocșa, Minerul Berzasca și Voința Ciudanovița s-au retras în prima parte a sezonului și toate rezultatele lor au fost anulate.

### Galați
| Loc | Echipa                          | MJ | V  | E | Î  | GM  | GP | DG   | Pct | Calificare sau retrogradare             |
| --- | ------------------------------- | -- | -- | - | -- | --- | -- | ---- | --- | --------------------------------------- |
| 1   | Șantierul Naval Galați (C, Q)   | 30 | 25 | 3 | 2  | 144 | 19 | +125 | 53  | Calificare în Baraj promovare Divizia C |
| 2   | Hidraulic Galați                | 30 | 20 | 8 | 2  | 82  | 30 | +52  | 48  |                                         |
| 3   | Bujorii Târgu Bujor             | 30 | 17 | 2 | 11 | 81  | 57 | +24  | 36  |                                         |
| 4   | Specialistul Tudor Vladimirescu | 30 | 16 | 4 | 10 | 68  | 65 | +3   | 36  |                                         |
| 5   | Avântul Matca                   | 30 | 16 | 3 | 11 | 78  | 48 | +30  | 35  |                                         |
| 6   | Metalosport Galați              | 30 | 14 | 6 | 10 | 52  | 42 | +10  | 34  |                                         |
| 7   | Recolta Munteni                 | 30 | 14 | 3 | 13 | 66  | 84 | −18  | 31  |                                         |
| 8   | Rapid Șendreni                  | 30 | 13 | 2 | 15 | 54  | 74 | −20  | 28  |                                         |
| 9   | Voința Șivița                   | 30 | 11 | 5 | 14 | 52  | 68 | −16  | 27  |                                         |
| 10  | Petrolul Țepu                   | 30 | 12 | 3 | 15 | 51  | 85 | −34  | 27  |                                         |
| 11  | Avântul Liești                  | 30 | 10 | 6 | 14 | 57  | 66 | −9   | 26  |                                         |
| 12  | Aurul Slobozia Conachi          | 30 | 12 | 2 | 16 | 69  | 79 | −10  | 26  |                                         |
| 13  | Automobilul Galați              | 30 | 9  | 6 | 15 | 51  | 67 | −16  | 24  |                                         |
| 14  | Voința Cișmele                  | 30 | 9  | 5 | 16 | 55  | 77 | −22  | 23  |                                         |
| 15  | Știința ICPPAM Galați           | 30 | 8  | 1 | 21 | 53  | 92 | −39  | 17  |                                         |
| 16  | Prutul Vlădești                 | 30 | 3  | 3 | 24 | 20  | 83 | −63  | 9   |                                         |

### Maramureș
| Loc | Echipa                         | MJ | V  | E | Î  | GM | GP | DG  | Pct | Calificare sau retrogradare             |
| --- | ------------------------------ | -- | -- | - | -- | -- | -- | --- | --- | --------------------------------------- |
| 1   | Minerul Băiuț (C, Q)           | 24 | 17 | 4 | 3  | 71 | 16 | +55 | 38  | Calificare în Baraj promovare Divizia C |
| 2   | IPIC-CF Șomcuta Mare           | 24 | 14 | 2 | 8  | 45 | 27 | +18 | 30  |                                         |
| 3   | Mecanica Sighetu Marmației     | 24 | 12 | 5 | 7  | 47 | 29 | +18 | 29  |                                         |
| 4   | Electrica Baia Mare            | 24 | 13 | 3 | 8  | 47 | 38 | +9  | 29  |                                         |
| 5   | Tractorul Satulung             | 24 | 13 | 2 | 9  | 49 | 31 | +18 | 28  |                                         |
| 6   | Metalul Bogdan Vodă            | 24 | 14 | 0 | 10 | 50 | 47 | +3  | 28  |                                         |
| 7   | Maramureșana Sighetu Marmației | 24 | 12 | 3 | 9  | 46 | 30 | +16 | 27  |                                         |
| 8   | Viitorul Ocna Șugatag          | 24 | 11 | 1 | 12 | 43 | 67 | −24 | 23  |                                         |
| 9   | Voința Poienile de sub Munte   | 24 | 9  | 3 | 12 | 46 | 56 | −10 | 21  |                                         |
| 10  | Victoria FNC Baia Mare         | 24 | 9  | 1 | 14 | 40 | 63 | −23 | 19  |                                         |
| 11  | Voința Târgu Lăpuș             | 24 | 8  | 2 | 14 | 20 | 34 | −14 | 18  |                                         |
| 12  | Antena Baia Mare               | 24 | 6  | 4 | 14 | 41 | 51 | −10 | 16  |                                         |
| 13  | Sticla Ulmeni                  | 24 | 3  | 0 | 21 | 14 | 70 | −56 | 6   |                                         |
| 14  | Olimpia Baia Mare (D)          | 0  | 0  | 0 | 0  | 0  | 0  | 0   | 0   | Retras                                  |

1. ↑  Sticla Ulmeni a fost exclusă în a doua parte a sezonului pentru trei neprezentări și a pierdut toate meciurile rămase cu 0–3.
2. ↑  Olimpia Baia Mare s-a retras în prima parte a sezonului și toate rezultatele au fost anulate.

### Mureș
| Loc | Echipa                           | MJ | V  | E | Î  | GM | GP  | DG  | Pct | Calificare sau retrogradare                   |
| --- | -------------------------------- | -- | -- | - | -- | -- | --- | --- | --- | --------------------------------------------- |
| 1   | Metalul Sighișoara (C, Q)        | 34 | 23 | 5 | 6  | 77 | 25  | +52 | 51  | Calificare în Baraj promovare Divizia C       |
| 2   | Sticla Târnaveni                 | 34 | 22 | 4 | 8  | 73 | 34  | +39 | 48  |                                               |
| 3   | TCMRIC Târgu Mureș               | 34 | 20 | 3 | 11 | 65 | 50  | +15 | 43  |                                               |
| 4   | Gaz Metan Târgu Mureș            | 34 | 20 | 3 | 11 | 56 | 43  | +13 | 43  |                                               |
| 5   | Oțelul Reghin                    | 34 | 18 | 5 | 11 | 72 | 30  | +42 | 41  |                                               |
| 6   | Victoria Sărățeni                | 34 | 19 | 3 | 12 | 55 | 41  | +14 | 41  |                                               |
| 7   | Voința Miercurea Nirajului       | 34 | 17 | 7 | 10 | 47 | 34  | +13 | 41  |                                               |
| 8   | IRA Târgu Mureș                  | 34 | 17 | 6 | 11 | 63 | 50  | +13 | 40  |                                               |
| 9   | Energia Iernut                   | 34 | 16 | 7 | 11 | 72 | 39  | +33 | 39  |                                               |
| 10  | Lacul Ursu Mobila Sovata         | 34 | 14 | 6 | 14 | 53 | 50  | +3  | 34  |                                               |
| 11  | Târnava Sighișoara               | 34 | 15 | 2 | 17 | 49 | 64  | −15 | 32  |                                               |
| 12  | Voința Sângeorgiu de Pădure      | 34 | 14 | 2 | 18 | 54 | 62  | −8  | 30  |                                               |
| 13  | IMATEX Târgu Mureș               | 34 | 13 | 4 | 17 | 36 | 46  | −10 | 30  |                                               |
| 14  | Piscicola Zau                    | 34 | 12 | 6 | 16 | 43 | 58  | −15 | 30  |                                               |
| 15  | ILEFOR Târgu Mureș               | 34 | 11 | 4 | 19 | 41 | 48  | −7  | 26  |                                               |
| 16  | Viitorul Prodcomplex Târgu Mureș | 34 | 5  | 3 | 26 | 25 | 100 | −75 | 13  |                                               |
| 17  | Transportul Târgu Mureș (R)      | 34 | 5  | 2 | 27 | 21 | 83  | −62 | 12  | Retrogradare în Campionatul Județean Mureș II |
| 18  | Faianța Sighișoara (R)           | 34 | 5  | 2 | 27 | 14 | 77  | −63 | 12  | Retrogradare în Campionatul Județean Mureș II |

### Neamț
| Loc | Echipa                       | MJ | V  | E | Î  | GM | GP | DG  | Pct | Calificare sau retrogradare             |
| --- | ---------------------------- | -- | -- | - | -- | -- | -- | --- | --- | --------------------------------------- |
| 1   | Laminorul Roman (C, Q)       | 24 | 19 | 2 | 3  | 71 | 14 | +57 | 38  | Calificare în Baraj promovare Divizia C |
| 2   | Cimentul Bicaz               | 24 | 12 | 5 | 7  | 48 | 31 | +17 | 29  |                                         |
| 3   | Bradul Roznov                | 24 | 14 | 1 | 9  | 48 | 31 | +17 | 29  |                                         |
| 4   | Mobila Târgu Neamț           | 24 | 12 | 2 | 10 | 52 | 30 | +22 | 26  |                                         |
| 5   | Voința Piatra Neamț          | 24 | 12 | 2 | 10 | 45 | 43 | +2  | 24  |                                         |
| 6   | AZO-TCM Săvinești            | 24 | 11 | 2 | 11 | 36 | 55 | −19 | 24  |                                         |
| 7   | Celuloza ITA Piatra Neamț    | 24 | 9  | 4 | 11 | 48 | 51 | −3  | 22  |                                         |
| 8   | IM Piatra Neamț              | 24 | 10 | 2 | 12 | 47 | 56 | −9  | 22  |                                         |
| 9   | Viitorul Podoleni            | 24 | 9  | 3 | 12 | 35 | 50 | −15 | 21  |                                         |
| 10  | Voința Cauciucul Târgu Neamț | 24 | 11 | 4 | 9  | 37 | 38 | −1  | 18  |                                         |
| 11  | Energia Săbăoani             | 24 | 8  | 2 | 14 | 46 | 60 | −14 | 16  |                                         |
| 12  | Rapid Piatra Neamț           | 24 | 7  | 2 | 15 | 31 | 58 | −27 | 16  |                                         |
| 13  | CPL Piatra Neamț (D)         | 24 | 5  | 3 | 16 | 23 | 50 | −27 | 13  | Retras                                  |
| 14  | Transformatorul Roman (D)    | 0  | 0  | 0 | 0  | 0  | 0  | 0   | 0   | Retras                                  |

1. 1 2 3  Laminorul Roman, Voința Piatra Neamț și Energia Săbăoani depunctate 2 puncte.
2. ↑  Voința Cauciucul Târgu Neamț depunctat 8 puncte.
3. ↑  CPL Piatra Neamț s-a retras în a doua parte a sezonului și a pierdut toate meciurile rămase cu 0–3.
4. ↑  Transformatorul Roman a fost exclus în prima parte a sezonului și toate rezultatele sale au fost anulate.

### Olt
Finala campionatului
| Echipa 1              | Scor | Echipa 2      |
| --------------------- | ---- | ------------- |
| Constructorul Slatina | 2–1  | Oltețul Osica |

Constructorul Slatina a câștigat Campionatul Județean Olt și s-a calificat în Baraj promovare Divizia C.

### Prahova
Modificări echipe față de sezonul precedent
| Retrogradat din Divizia C - Petrolul Băicoi | Promovat in Divizia C - Carpați Sinaia |

| Promovat din Campionatul județean Prahova II - Electromecanica Crângul lui Bot (Câștigători) - Metalul Vălenii de Munte (locul doi) | Retrogradat la Campionatul județean Prahova II - Vulturul Băicoi (17-lea loc) - Feroemail Ploiești (18-lea loc) |

Alte modificări
- Rafinorul Ploiești redenumit Astra Ploiești.
- AEI Urlați redenumit  Unirea Dealu Mare Urlați.
- Electromontaj Câmpina a fuzionat cu Energia Câmpina pentru a forma Electromecanica Câmpina.
- Caraimanul Bușteni a fuzionat cu Divizia B Montana Sinaia pentru a forma Montana Caraimanul Bușteni și i-a luat locul în divizia a doua.
- PECO Ploiești a luat Caraimanul Bușteni.

| Loc | Echipa                          | MJ | V  | E | Î  | GM  | GP  | DG   | Pct | Calificare sau retrogradare                     |
| --- | ------------------------------- | -- | -- | - | -- | --- | --- | ---- | --- | ----------------------------------------------- |
| 1   | Unirea Dealu Mare Urlați (C, Q) | 34 | 24 | 5 | 5  | 72  | 30  | +42  | 53  | Calificare în Baraj promovare Divizia C         |
| 2   | Petrolistul Boldești            | 34 | 23 | 3 | 8  | 65  | 29  | +36  | 49  |                                                 |
| 3   | Astra Ploiești                  | 34 | 20 | 8 | 6  | 102 | 48  | +54  | 48  |                                                 |
| 4   | Vega Ploiești                   | 34 | 21 | 5 | 8  | 68  | 37  | +31  | 47  |                                                 |
| 5   | Petrolul Băicoi                 | 34 | 20 | 5 | 9  | 86  | 28  | +58  | 43  |                                                 |
| 6   | Chimistul Valea Călugărească    | 34 | 18 | 6 | 10 | 69  | 41  | +28  | 42  |                                                 |
| 7   | Metalul Vălenii de Munte        | 34 | 16 | 7 | 11 | 48  | 31  | +17  | 39  |                                                 |
| 8   | Geamul Scăeni                   | 34 | 16 | 6 | 12 | 43  | 49  | −6   | 38  |                                                 |
| 9   | PECO Ploiești                   | 34 | 16 | 5 | 13 | 50  | 44  | +6   | 37  |                                                 |
| 10  | Electromecanica Crângul lui Bot | 34 | 12 | 7 | 15 | 56  | 53  | +3   | 31  |                                                 |
| 11  | Precizia Breaza (R)             | 34 | 12 | 6 | 16 | 51  | 62  | −11  | 30  | Retrogradare în Campionatul Județean Prahova II |
| 12  | Carotajul Ploiești (R)          | 34 | 12 | 5 | 17 | 44  | 45  | −1   | 29  | Retrogradare în Campionatul Județean Prahova II |
| 13  | Avântul Măneciu (R)             | 34 | 11 | 6 | 17 | 50  | 51  | −1   | 28  | Retrogradare în Campionatul Județean Prahova II |
| 14  | Energia Bucov (R)               | 34 | 11 | 3 | 20 | 45  | 72  | −27  | 25  | Retrogradare în Campionatul Județean Prahova II |
| 15  | IUC Ploiești (R)                | 34 | 10 | 4 | 20 | 51  | 69  | −18  | 24  | Retrogradare în Campionatul Județean Prahova II |
| 16  | Electromecanica Câmpina (R)     | 34 | 9  | 5 | 20 | 53  | 91  | −38  | 19  | Retrogradare în Campionatul Județean Prahova II |
| 17  | Oțelul Câmpina (R)              | 34 | 6  | 4 | 24 | 14  | 69  | −55  | 16  | Retrogradare în Campionatul Județean Prahova II |
| 18  | Viitorul Pleașa (R)             | 34 | 3  | 2 | 29 | 27  | 163 | −136 | 4   | Retrogradare în Campionatul Județean Prahova II |

1. ↑  Petrolul Băicoi depunctat 2 puncte.
2. 1 2  Electromecanica Câmpina și Viitorul Pleașa au fost depunctate 4 puncte.
3. ↑  Oțelul Câmpina s-a retras înainte de începerea celei de-a doua jumătăți a sezonului.

### Sibiu
Seria I
| Loc | Echipa                           | MJ | V  | E | Î  | GM | GP | DG  | Pct | Calificare sau retrogradare        |
| --- | -------------------------------- | -- | -- | - | -- | -- | -- | --- | --- | ---------------------------------- |
| 1   | Universitatea Hidrocon Sibiu (Q) | 22 | 16 | 3 | 3  | 61 | 20 | +41 | 35  | Calificare în Finala campionatului |
| 2   | Bumbacul Cisnădie                | 22 | 14 | 4 | 4  | 57 | 14 | +43 | 32  |                                    |
| 3   | Firul Roșu Tălmaciu              | 22 | 14 | 3 | 5  | 56 | 27 | +29 | 31  |                                    |
| 4   | Unirea Ocna Sibiului             | 22 | 13 | 4 | 5  | 52 | 21 | +31 | 30  |                                    |
| 5   | Construcții Sibiu                | 22 | 13 | 4 | 5  | 41 | 20 | +21 | 30  |                                    |
| 6   | Electrica Sibiu                  | 22 | 9  | 5 | 8  | 30 | 36 | −6  | 23  |                                    |
| 7   | Sticla Avrig                     | 22 | 7  | 2 | 13 | 38 | 58 | −20 | 16  |                                    |
| 8   | CFR-IUPS Sibiu                   | 22 | 6  | 3 | 13 | 48 | 66 | −18 | 15  |                                    |
| 9   | Cibinul Cristian                 | 22 | 7  | 1 | 14 | 41 | 73 | −32 | 15  |                                    |
| 10  | Tractorul Sibiu                  | 22 | 5  | 4 | 13 | 29 | 49 | −20 | 14  |                                    |
| 11  | Textila Cisnădie                 | 22 | 4  | 5 | 13 | 23 | 49 | −26 | 13  |                                    |
| 12  | Progresul Orlat                  | 22 | 3  | 4 | 15 | 20 | 63 | −43 | 10  |                                    |

Seria II
| Loc | Echipa                   | MJ | V  | E | Î  | GM | GP | DG  | Pct | Calificare sau retrogradare        |
| --- | ------------------------ | -- | -- | - | -- | -- | -- | --- | --- | ---------------------------------- |
| 1   | Vitrometan Mediaș (C, Q) | 22 | 17 | 3 | 2  | 73 | 15 | +58 | 37  | Calificare în Finala campionatului |
| 2   | Carbomet Copșa Mică      | 22 | 15 | 5 | 2  | 54 | 15 | +39 | 35  |                                    |
| 3   | Automecanica Mediaș      | 22 | 14 | 2 | 6  | 59 | 26 | +33 | 30  |                                    |
| 4   | Relee Mediaș             | 22 | 12 | 5 | 5  | 35 | 14 | +21 | 29  |                                    |
| 5   | ITA-Geamuri Mediaș       | 22 | 12 | 4 | 6  | 51 | 23 | +28 | 28  |                                    |
| 6   | Record Mediaș            | 22 | 11 | 5 | 6  | 50 | 33 | +17 | 27  |                                    |
| 7   | Sparta Mediaș            | 22 | 8  | 6 | 8  | 47 | 22 | +25 | 22  |                                    |
| 8   | Textila Mediaș           | 22 | 6  | 4 | 12 | 23 | 42 | −19 | 16  |                                    |
| 9   | Spicul Șeica Mare        | 22 | 5  | 3 | 14 | 21 | 68 | −47 | 13  |                                    |
| 10  | Progresul Dumbrăveni     | 22 | 4  | 3 | 15 | 27 | 72 | −45 | 11  |                                    |
| 11  | Mecanica Mediaș          | 22 | 3  | 2 | 17 | 14 | 59 | −45 | 8   |                                    |
| 12  | Visa Agârbiciu           | 22 | 4  | 0 | 18 | 19 | 84 | −65 | 8   |                                    |

Finala campionatului județului Sibiu 
| Echipa 1                     | Scor | Echipa 2          |
| ---------------------------- | ---- | ----------------- |
| Universitatea Hidrocon Sibiu | 1–0  | Vitrometan Mediaș |

Universitatea Hidrocon Sibiu a câștigat Campionatul Județean Sibiu și s-a calificat în Baraj promovare Divizia C.